# Нел Гуин
Елиънър Гуин (на английски: Eleanor „Nell“ Gwyn, р. 2 февруари 1650/1651 - п. 14 ноември 1687, Англия) е една от най-ранните английски актриси, получила високо признание, дългогодишна любовница на крал Чарлз II.
Наречена „красивата умна Нел“ от Самюъл Пийпс, тя е приемана за жив образ на духа на Възрожденска Англия и хората започват да я смятат за народна героиня, заради нейната история, подобна на тази на Пепеляшка.
Елизабет Хоу, първата английска актриса, казва, че Нел е „най-известната ренесансова актриса на всички времена, притежаваща изключителен комичен талант.“ Нел ражда двама синове от Чарлс – Чарлс Беауклърк (1670 – 1726) и Джеймс Беауклърк (1671 – 1680). Чарлз става първи граф на Бърфорд, а след това херцог на Св. Албънс.

## За нея
- Bax, Clifford. Pretty Witty Nell.   New York/London, Benjamin Blom, 1969. ISBN 0-405-08243-6.
- Beauclerk, Charles. Nell Gwyn: Mistress to a King.   Atlantic Monthly Press, 2005. ISBN 0-87113-926-X.
- Cunningham, Peter. The Story of Nell Gwyn: and the Sayings of Charles the Second.   John Wiley's Sons, New York, 1888.
- Dasent, Arthur. Nell Gwynne.   New York/London, Benjamin Blom, 1924.
- Davies, Edward J. (2011). „Nell Gwyn and 'Dr Gwyn of Ch. Ch.'“, The Bodleian Library Record, 24:121 – 28.
- Ford, David Nash (2002). Royal Berkshire History: Nell Gwynne. Nash Ford Publishing.
- Howe, Elizabeth. The First English Actresses: Women and Drama, 1660 – 1700.   Cambridge University Press, 1992. ISBN 0-521-42210-8.
- Lynch, Jack. Becoming Shakespeare: The Strange Afterlife That Turned a Provincial Playwright into the Bard.  Walker & Co., New York, 2007.
- MacGregor-Hastie, Roy. Nell Gwyn.   London, Robert Hale, 1987. ISBN 0-7090-3099-1.
- Melville, Lewis. Nell Gwyn.   New York, George H. Doran Company, 1926.
- Kent, Princess Michael of. Cupid and the King.   Simon & Schuster UK, 2006. Chapter one, "Nell Gwyn" available online.
- Sheppard, F.H.W., ed. Pall Mall, South Side, Past Buildings: No 79 Pall Mall: Nell Gwynne's House //  Survey of London: volumes 29 and 30: St James Westminster, Part 1.   1960. с. 377 – 78. Online at www.british-history.ac.uk. Посетен на 10 юни 2006.
- Williams, Hugh Noel. Rival Sultanas: Nell Gwyn, Louise de Kéroualle, and Hortense Mancini.   Dodd, Mead and company, 1915. Entire book available from Google Books.
- Wilson, John Harold. Nell Gwyn: Royal Mistress.   Dell Publishing Company, Inc., New York, 1952.
- Adamson, Donald, Beauclerk Dewar, Peter. The House of Nell Gwyn. The Fortunes of the Beauclerk Family, 1670 – 1974.   William Kimber, London, 1974.